# Massignano
Massignano – miejscowość i gmina we Włoszech, w regionie Marche, w prowincji Ascoli Piceno.
Według danych na styczeń 2009 gminę zamieszkiwało 1625 osób przy gęstości zaludnienia 99,1 os./1 km².